# Liste des édifices religieux de Torjok
La liste des édifices religieux de Torjok recense de manière non exhaustive les églises et autres édifices religieux tels que les synagogues et mosquées situés dans la ville russe de Torjok, ainsi que les édifices perdus. Il est fait état des diverses protections dont elles peuvent bénéficier, et notamment les inscriptions et classements au titre des objets patrimoniaux culturels de Russie.

## Monastères

### Monastère des Saints-Boris-et-Gleb
| Photo | Nom                                                                 | Date de construction | Adresse              | Notice            | Protection                                                            |
| ----- | ------------------------------------------------------------------- | -------------------- | -------------------- | ----------------- | --------------------------------------------------------------------- |
|       | Monastère des Saints-Boris-et-Gleb de Torjok                        | fondé en 1038        | Rue staritskaïa, n°7 | n°691410183870006 | Objet patrimonial culturel de Russie d'importance fédérale (1960)     |
|       | Cathédrale des Saints-Boris-et-Gleb                                 | 1785-1796            | Rue staritskaïa, n°7 | n°6901636001      | Objet patrimonial culturel de Russie d'importance locale (municipale) |
|       | Église de la Présentation-de-la Bienheureuse-Vierge-Marie-au-Temple | XVIIe siècle         | Rue staritskaïa, n°7 | 6901636003        | Objet patrimonial culturel de Russie d'importance locale (municipale) |
|       | Église de l'Entrée-du-Seigneur-à-Jérusalem                          | 1717                 | Rue staritskaïa, n°7 | n°6901636004      | Objet patrimonial culturel de Russie d'importance locale (municipale) |
|       | Église du Saint-Mandylion                                           | 1804                 | Rue staritskaïa, n°7 | n°6901636002      | Objet patrimonial culturel de Russie d'importance locale (municipale) |
|       | Chapelle de l'Assomption-de-la-Bienheureuse-Vierge-Marie            | 1807-1811            | Rue staritskaïa, n°7 | n°6901636006      | Objet patrimonial culturel de Russie d'importance locale (municipale) |

### Couvent de la Résurrection
| Photo | Nom                                        | Date de construction                        | Adresse                  | Notice            | Protection                                                                   |
| ----- | ------------------------------------------ | ------------------------------------------- | ------------------------ | ----------------- | ---------------------------------------------------------------------------- |
|       | Couvent de la Résurrection                 | 1584 (fondation du monastère) — XIXe siècle | Rue Stépana Razine, n°32 | n°691620585210006 | Objet patrimonial culturel de Russie d'importance fédérale (1974)            |
|       | Cathédrale de la Résurrection du Christ    | Entre 1796 et 1851                          | Rue Stépana Razine, n°32 | n°6901626001      | Objet patrimonial culturel de Russie d'importance locale (municipale) (2000) |
|       | Église de la Décapitation de Jean-Baptiste | 1840                                        | Rue Stépana Razine, n°32 | n°691610585210016 | Objet patrimonial culturel de Russie d'importance fédérale (1974)            |
|       | Chapelle de la Sainte-Face                 | 1778                                        | Rue Stépana Razine, n°32 | n°6901626007      | Objet patrimonial culturel de Russie d'importance locale (municipale) (2000) |
|       | Église de la Décapitation de Jean-Baptiste | 1742                                        | Rue Stépana Razine, n°32 | n°691610585210046 | Objet patrimonial culturel de Russie d'importance fédérale (1974)            |

## Cathédrales
| Photo | Nom                                                         | Date de construction | Adresse               | Notice            | Protection                                                        |
| ----- | ----------------------------------------------------------- | -------------------- | --------------------- | ----------------- | ----------------------------------------------------------------- |
|       | Cathédrale (ou église) de l'Entrée du Seigneur à Jérusalem. | 1842                 | Quai de Novgorod, n°1 | n°691410186790006 | Objet patrimonial culturel de Russie d'importance fédérale (1974) |
|       | Cathédrale (ou église) de la Transfiguration du Sauveur     | 1822                 | Quai de Novgorod      | n°691410181320006 | Objet patrimonial culturel de Russie d'importance fédérale (1960) |

## Églises
| Photo | Nom                                                      | Date de construction        | Adresse                             | Notice            | Protection                                                         |
| ----- | -------------------------------------------------------- | --------------------------- | ----------------------------------- | ----------------- | ------------------------------------------------------------------ |
|       | Église de l'Ascension du Christ                          | 1854                        | Rue Staritskaïa, 53                 | n°691410181680015 | Objet patrimonial culturel de Russie d'importance régionale (2000) |
|       | Église en bois de l'Ascension                            | 1652                        | Rue Grouzinskaïa, 52                | n°691510273370006 | Objet patrimonial culturel de Russie d'importance fédérale (1960)  |
|       | Église de l'Assomption                                   | 1746                        | Rue Volodarskogo, 2                 | n°691411181800006 | Objet patrimonial culturel de Russie d'importance fédérale (1974)  |
|       | Église Saint-Basile de Césarée                           | 1759-1773                   | Rue Mira, 9                         | n°691410585070046 | Objet patrimonial culturel de Russie d'importance fédérale (1974)  |
|       | Église de Vlasius                                        | 1727                        | Rue Pouchkine, 6a                   | n°691711269420005 | Objet patrimonial culturel de Russie d'importance régionale (2000) |
|       | Église Saint-Clément-de-Rome                             | 1813-1827, 1867             | Rue Lounatcharskogo, 12             | n°691410183860006 | Objet patrimonial culturel de Russie d'importance fédérale (1995)  |
|       | Église de la Sainte-Trinité                              | 1790                        | Rue Dalni Troïtsa                   | n°691410187800015 | Objet patrimonial culturel de Russie d'importance régionale (1999) |
|       | Église du Prophète-Élie                                  | XIXe siècle                 | Rue Krasnaïa Gora, 9                | n°691420181690006 | Objet patrimonial culturel de Russie d'importance fédérale (1974)  |
|       | Église de l'Exaltation-de-la-Sainte-Croix                | 1742                        | Rue Stépana Razine, n°32            | n°691610585210046 | Objet patrimonial culturel de Russie d'importance fédérale (1974)  |
|       | Église Saint-George                                      | 1692                        | Rue Grajdanskaïa, 2-4               | n°691510206910006 | Objet patrimonial culturel de Russie d'importance fédérale (1974)  |
|       | Église Saint-Jean-le-Théologien                          | 1782, milieu du XIXe siècle | Rue Volodarski, cimetière municipal | n°691410186820006 | Objet patrimonial culturel de Russie d'importance fédérale (1974)  |
|       | Église Saint-Michel-l'Archange                           | 1864                        | Avenue de la république, 1          | n°691410181160006 | Objet patrimonial culturel de Russie d'importance fédérale (1995)  |
|       | Église Saint-Nicolas                                     | 1784                        | Rue Stépana Razine, 74              | n°691410181330006 | Objet patrimonial culturel de Russie d'importance fédérale (1974)  |
|       | Église Sainte-Parascève d'Iconium                        | 1773                        | Rue Bakounine, 12                   | n°691410065930006 | Objet patrimonial culturel de Russie d'importance fédérale (1974)  |
|       | Église de la Présentation-du-Seigneur                    | 1767                        | Rue Belinski, 8                     | n°691411181990005 | Objet patrimonial culturel de Russie d'importance régionale (1973) |
|       | Église de l'Intercession-de-la-Bienheureuse-Vierge-Marie | 1823                        | Passage Nekrassov                   | n°691410192450006 | Objet patrimonial culturel de Russie d'importance fédérale (1974)  |
|       | Église de la Résurrection-du-Christ                      | 1771                        | Rue Grouzinskaïa, 7a                | n°691410065310006 | Objet patrimonial culturel de Russie d'importance fédérale (1974)  |
|       | Église-maison d'Alexandre Nevski et d'Alexandre Svirski  | Entre 1880 et 1900.         | Place Ananina                       | n°6901923002      | Objet patrimonial culturel de Russie d'importance régionale (1999) |

## Chapelles
| Photo | Nom                                         | Date de construction | Adresse             | Notice            | Protection                                                        |
| ----- | ------------------------------------------- | -------------------- | ------------------- | ----------------- | ----------------------------------------------------------------- |
|       | Chapelle de l'Exaltation-de-la-Sainte-Croix | 1811                 | Place du 9 janvier  | n°691410186170006 | Objet patrimonial culturel de Russie d'importance fédérale (1974) |
|       | Chapelle de l'Ascension                     | 1854                 | Rue Staritskaïa, 53 | n°691510181680025 |                                                                   |

## Édifices perdus
| Photo | Nom                                                             | Date de construction       | Date de destruction                       | Adresse                      |
| ----- | --------------------------------------------------------------- | -------------------------- | ----------------------------------------- | ---------------------------- |
|       | Église de Démétrius de Thessalonique                            | Entre 1824 et 1835         | 1933 (démantelé)                          | 57° 02′ 11″ N, 34° 57′ 55″ E |
|       | Chapelle sur le ruisseau Zdorovets (sa dédication est inconnue) | Entre 1851 et 1900         | Après la révolution russe (date inconnue) | 57° 02′ 10″ N, 34° 57′ 14″ E |
|       | Église Saint-Nicolas-le-Thaumaturge-dans la sloboda-de-Poustyne | 1813                       | Après la révolution russe (date inconnue) | 57° 03′ 23″ N, 34° 58′ 03″ E |
|       | Église de la Nativité de Jean-Baptiste                          | Au plus tard 1835          | Date inconnue                             | 57° 02′ 38″ N, 34° 57′ 45″ E |
|       | Église de la Nativité du Christ                                 | 1860                       | Date inconnue                             | 57° 01′ 49″ N, 34° 58′ 07″ E |
|       | Chapelle de Sophie, la Sagesse de Dieu                          | entre 1826 et 1875 environ | Après la révolution russe (date inconnue) | 57° 02′ 29″ N, 34° 57′ 36″ E |